# Mateus Costa Ribeiro
Mateus Costa-Ribeiro (Brasília, 2 de fevereiro de 2000) é um advogado brasileiro que ganhou notoriedade nacional por ser o bacharel mais novo a passar no exame da OAB e realizar uma sustentação oral diante dos ministros do STF, aos 18 anos, desde a fundação da corte em 1829. O jovem também ficou internacionalmente conhecido por ser o advogado mais jovem em atuação nos Estados Unidos, segundo o The Wall Street Journal.

## Infância e juventude
Os primeiros passos rumo à advocacia foram dados ainda antes do vestibular, aos 10 anos de idade. Na tentativa de escapar de um castigo, ele impetrou um habeas corpus para poder assistir ao jogo do Corinthians. Mateus é filho de uma professora de escola pública e de um advogado, e aderiu à influência que também já atingira os dois irmãos mais velhos.

## Trajetória acadêmica
O esforço do garoto seguiu além das expectativas e ele concluiu o curso de Direito, que possui 10 períodos, em quatro anos. Ao longo da graduação, também estagiou e deu conta, é claro, da tão esperada monografia. Inclusive, ele conta que esse foi justamente o seu maior desafio. “A minha monografia foi sobre processo legislativo e eu precisei me dedicar bastante a ela. Eu diria que esse foi o meu maior desafio”, revela. Aos 19 anos, ele ingressou no mestrado da Universidade de Harvard, em Cambridge, em  Massachusetts, também sendo o mais jovem no mundo a conseguir tal façanha.
O jornal norte-americano Wall Street Journal publicou matéria reconhecendo que Mateus é o mais novo advogado a poder atuar nos Estados Unidos que se tem registro na história recente dos EUA. A matéria trouxe testemunhos do ministro do Supremo Tribunal Federal Luís Roberto Barroso e do professor de Harvard Noah Feldman, elogiando Costa-Ribeiro.

## Carreira profissional
A prova do "Bar", em Nova York, ocorreu em outubro de 2020, quando ele tinha 20 anos. No mesmo mês, Mateus voltou ao Brasil e, atualmente, ele trabalha no escritório de advocacia Milbank, em Nova Iorque, que presta apoio jurídico a empresas brasileiras que fazem operações internacionais.